# Méridatapaculo

Verbreitungsgebiet (grün) des Méridatapaculos in Venezuela

Der Méridatapaculo (Scytalopus meridanus) zählt innerhalb der Familie der Bürzelstelzer (Rhinocryptidae) zur Gattung Scytalopus.
Früher wurde die Art als Unterart (Ssp.) des Hellkehltapaculos (Scytalopus latebricola) angesehen und als Scytalopus latebricola meridanus bezeichnet, unterscheidet sich aber durch die Lautgebung.
Die Art ist in Venezuela endemisch in den Anden in Mérida und Táchira.
Das Verbreitungsgebiet umfasst Unterholz im tropischen oder subtropischen feuchten Bergwald und Waldränder zwischen 1600 und 4000 m Höhe. Bambus wird nicht bevorzugt.
Das Artepitheton bezieht sich auf Mérida.

## Merkmale
Der Vogel ist 10 bis 11 cm groß und wiegt zwischen 13 und 17 g. Die Art ist für einen Tapaculo mittelgroß und auf den braunen Flanken nicht oder kaum erkennbar dunkel gebändert. Das Männchen ist auf der Oberseite dunkelgrau mit etwas dunkelbrauner Färbung, Rumpf und Schwanzoberdecken sind braun, die Flügel dunkelbraun, der Schwanz grau. Kehle und Brust sind blasser grau, die Unterseite mit silbrigem Glanz, Flanken und Unterbürzel sind gelblichbraun mit undeutlicher dunkler Bänderung. Die Iris ist dunkel, der Schnabel schwärzlich, die Füße bräunlich.
Vom sehr ähnlichen Hellkehltapaculos (Scytalopus latebricola) unterscheidet die Art sich durch etwas geringere Größe, blasseres Gefieder, den Silberglanz und einen wesentlich kleineren Schnabel, vom Rostbürzeltapaculo (Scytalopus griseicollis) durch etwas dunklere Flanken. Das Weibchen ist blasser als das Männchen, mit größerem Braunanteil auf der Oberseite und deutlicherem Gelbbraun auf den Flanken. Jungvögel sind braun auf der Oberseite, hellbraun auf der Unterseite. Die Federn auf Scheitel, Rücken und Kehle haben schmale dunkle Spitzen, die Unterseite ist breiter dunkel gebändert.

## Geografische Variation
Es werden folgende Unterarten anerkannt:
- S. m. meridanus Hellmayr, 1922, Nominatform – in Mérida und Táchira.
- S. m. fuscicauda Hellmayr, 1922, – in Lara und Trujillo.

## Stimme
Der Gesang wird als etwa 10 Sekunden lang beschrieben, mit einzelnen abfallenden Tönen beginnend, dann in einen schnellen und höher werdenden Triller übergehend.

## Lebensweise
Die Nahrung besteht vermutlich aus Insekten.
Über die Brutzeit ist nichts Genaues bekannt. Das Gelege besteht aus 1 bis 2 cremefarbenen Eiern.

## Gefährdungssituation
Der Bestand gilt als nicht gefährdet (Least Concern).